# Zajčica Cream
Zajčica Cream (angleško Cream the Rabbit; japonsko クリーム・ザ・ラビット, latinizirano: Kurimu Za Rabito) je lik v franšizi Ježek Sonic. Je antropomorfna zajklja, hči Zajklje Vanille ter velika ljubiteljica chaov, posebej svojega ljubljenčka Cheesa, katerega ima vedno ob sebi. Cream, ki je prvotno uživala idilično družinsko življenje, je Ježka Sonica ter njegovo druščino prvič srečala, ko je v njeno življenje vstopil zlobni dr. Eggman, od tedaj naprej pa se jim je večkrat pridružila. S plahutanjem svojih ušes lahko doseže, da leti.
Cream je zelo vljudna, spodobna in iskrena, vendar je včasih tudi otročja, sramežljiva in naivna. Poleg tega je zelo radovedna ter se pri vsem kar počne zelo potrudi. Čeprav je še zelo mlada se ne boji postaviti zase ter je vseskozi pripravljena pomagati svojim prijateljem. Creamina pripravljenost pomagati ji je omogočila, da se je s Sonicom in prijatelji udeležila več pustolovščin, dokazala pa je tudi, da želi odrasti v junakinjo po vzoru svoje najboljše prijateljice Amy Rose.

## Zasnova in nastanek
Tako kot Sonic and Silver je tudi Cream imela več različic zasnovnih skic za različne vrste živali, med drugim veverica, mačka in mačji panda. Možno je, da so bile slednje zasnove kasneje uporabljene za nastanek likov Marine in Sticks. Creamino ime je besedna igra na vanilijino smetano ("vanilla cream") in kremni sir ("cream cheese"), ki nakazujtea Creamino povezanost s Cheeseom in Vanillo.
Sonic Team je Cream ustvaril posebno za igro Sonic Heroes, da bi zapolnili mesto letečega lika fillv ekipi Rose. Kljub temu se je Sonic Team odločil Cream vpeljati že pred izidom Sonic Heroes, v igri Sonic Advance 2, da bi bila igralcem bolj domača, hkrati pa bi predstavljala novost v primerjavi s Sonic Advance.
Po besedah Sege je bila Cream oblikovana kot igralni lik za začetnike. Kot svojo napadalno potezo je bilo za Cream določeno, da ji pomaga Chao Cheese, saj bi, če bi sama napadala nasprotnike, to uničilo njeno podobo prikupne punčke.

### Glas
Od svojega prvenca dalje Cream v japonščini glas posoja Sajaka Aoki. Creamina prva glasovna igralka za angleščino je bila Sarah Wulfeck, ki ji je glas posodila v igrah Sonic Heroes in Sonic Advance 3, Rebecca Honig, ki je Cream posodila glas v animeju Sonic X, pa je vlogo igrala med igrama Shadow the Hedgehog in Sonic Riders: Zero Gravity. Njena trenutna glasovna igralka Michelle Ruff ji glas posoja od igre Sonic Free Riders dalje.

## Izgled
Cream je majhna antropomorfna zajklja z breskvino-barvnim kožuhom, cimetovo rjavimi očmi, majhnim rjavim smrčkom in belim gobčkom. Okoli oči, na glavi ter konicah svojih ušes ima oranžne lise. Na vsakem očesu ima po eno trepalnico, izpod obleke pa ji štrli majhen, včasih neopazen puhast rep. Nosi oranžno brezrokavno obleko z belim ovratnikom in svetlo modro kravato, bele rokavice z zlatimi manšetnimi gumbi, bele nogavice, ter oranžno-rumene čevlje s sivimi podplati brez vezalk. Notranjost njenih ušes je rožnate barve. Ušesa ima navadno spuščena po hrbtni strani navzdol.
Za potrebe Extreme Gear dirkanja Cream nosi oranžen brezrokavnik z rumeno zvezdo v sredini in belo črto na dnu, oranžne športne kratke hlače z belo črto na vsaki strani, bele rokavice z vidnimi šivi, rumen transparenten vizir z oranžnim trakom ter oranžno-rumene čevlje s sivo zanko okoli gležnjev, rumenimi jermeni in sivimi podplati.
Ob nizkih temperaturah Cream nosi oranžen plašč z dvema belima cofoma na sprednji strani in zlatim gumbom na vsakem rokavu, črne pajkice, svetlo moder šal z rumenimi konci, roza rokavice, bele nogavice ter rožnate čevlje s sivimi podplati.

## Značaj
Kot posledica stroge vzgoje njene matere se Cream obnaša kot princeska; je zelo vljudna, prisrčna ter se lepo vede. Prav tako lepo govori (med drugim ljudi vedno naslavlja z "g. oz. "ga.") in je zelo ubogljiva. Ker ji je njena vljudnost druga narava, Cream svojo vzgojo udejanja z razigranostjo in nežnim glasom. Ne glede na okoliščine ter navajenost, da dobi kar si želi, Cream nikoli ne pozabi manir, niti tedaj, ko se sooča s sovražniki.
Cream ni zamerljiva. Kot taka je iskrena, sramežljiva ter je praviloma dobro razpoložena. Je tudi zelo obzirna in prijazna ter je prijateljem vedno pripravljena pomagati ter skuša imeti dober odnos z vsakomer, ki ga sreča, zaradi česar je zelo priljubljena pri ostalih. Za svojo starost je izredno pogumna in častna ter se ne boji soočiti z nevarnostjo ko gre za njene bližnje. Je tudi zelo radovedna in vedoželjna. Poleg tega se ne boji izraziti jeze ali gnusa, vendar to vedno stori na spoštljiv način. 
Cream je zelo pridna in se vedno trudi po najboljših močeh pri vsem, česar se loti. Zaradi radovednosti obožuje pustolovščine ter je vedno pripravljena na nove izzive. Lahko pa je tudi nekoliko prenagljena, saj je nagnjena k temu, da se v pustolovščine spusti, ne da bi zares upoštevala nevarnosti, s katerimi se lahko sooči sama, zaradi česar se znajde v situacijah, ki presegajo njene zmožnosti. Zaradi svoje starosti in vzgoje pa je na trenutke lahko nekoliko naivna in preprosta. Kot taka se vedno ne zaveda stvari kot so in lahko pomotoma spregovori o napakah drugih ali se preobremenjuje s težavami drugih. Kljub temu ima zelo prizemljeno osebnost, kar ji omogoča, da je zelo pomemben člen ekipe. Lahko je tudi občutljiva in otročja ter se užalosti zaradi manjših stvari, nesreče ali žalosti same. Prav tako se nagiba k otročjemu posmehovanju in namrščenju, ko ljudje z njo ravnajo kot z majhnim otrokom, še posebej tedaj, ko ne sme na pustolovščino.
Cream uživa v preprostih stvareh ter rada preživlja čas zunaj z igro s prijatelji ali z nabiranjem rož. Doma rada gleda televizijo.

## Igre
- Sonic Advance 2
- Sonic Heroes
- Sonic Advance 3
- Sonic Battle
- Sonic Rush
- Shadow the Hedgehog
- Sonic Free Riders
- Sonic Colours
- Sonic Generations
- Sonic Dream Team
- Sonic Adventure DX: Director's Cut (cameo)
- Sonic Riders (zgolj kot igralni lik)
- Sonic Riders: Zero Gravity (zgolj kot igralni lik)
- Sonic and the Secret Rings (zgolj kot igralni lik)
- Mario & Sonic at the Olympic Games (cameo)
- Mario & Sonic at the Olympic Winter Games (cameo)
- Mario & Sonic at the London 2012 Olympic Games (cameo)
- Mario & Sonic at the Rio 2016 Olympic Games (cameo)
- Mario & Sonic at the Olympic Games Tokyo 2020 (cameo)
- Sonic Chronicles: The Dark Brotherhood (cameo)
- Sonic Dash (zgolj kot igralni lik)
- Sonic Runners (zgolj kot igralni lik)
- Sonic Forces: Speed Battle (zgolj kot igralni lik)
- Sega Heroes (zgolj kot igralni lik)
- Sonic Speed Simulator (zgolj kot igralni lik)

## Serije
- Sonic X (2003 - 2006)